# Beechcraft Musketeer
Die Beechcraft Musketeer, Sierra und Sundowner waren eine Baureihe von preiswerten, leichten und einmotorigen Tiefdeckern des US-amerikanischen Flugzeugherstellers Beech Aircraft, deren Versionen von 1963 bis 1993 gebaut wurde. Neben einem Piloten können je nach Version zwischen drei und fünf Personen befördert werden.

## Geschichte
Das erste Modell der Baureihe war die Model 23 Musketeer, die am 23. Oktober 1963 zum ersten Mal flog und Ausgangspunkt einer ganzen Reihe von Modellen und Versionen wurde. Die als Tiefdecker ausgelegten Flugzeuge besaßen ein starres Fahrwerk und einen Festpropeller. Einige Bauteile waren in Kunststoff-Wabenbauweise ausgeführt, was eine Neuheit zu dieser Zeit darstellte. Die Musketeer wurde anfangs von einem Boxermotor Lycoming O-320-D2B mit 160 PS angetrieben und kostete 13.300 $. Ein Jahr später folgte eine Version mit dem 165 PS leistenden Continental IO-346-A.
1966 folgte die Model 19 Musketeer Sport mit dem schwächeren 150-PS-Motor Lycoming O-320-E2C und nur zwei statt drei Fenstern. Von diesem gab es später auch die Versionen A19, B19 und M19 Sports. Insgesamt wurden 922 Modell 19 im Zeitraum von 1966 bis 1979 gebaut.
1968 folgte die Version B23 Musketeer Custom, die von einem 180 PS leistenden Lycoming O-360-A4J angetrieben wurde. 1970 folgte die C23 Musketeer Custom, die 1972 in Model C23 Sundowner umbenannt wurde. Von dieser gab es wiederum eine zweisitzige Sportversion mit 150-PS-Motor und ab 1974 eine sechssitzige Model 24 Sierra mit dem 200 PS starken Lycoming IO-360-A1B-Triebwerk zum Preis von 24.950 $. Insgesamt wurden 2331 C23 und 744 C24 gebaut.

## Technische Daten

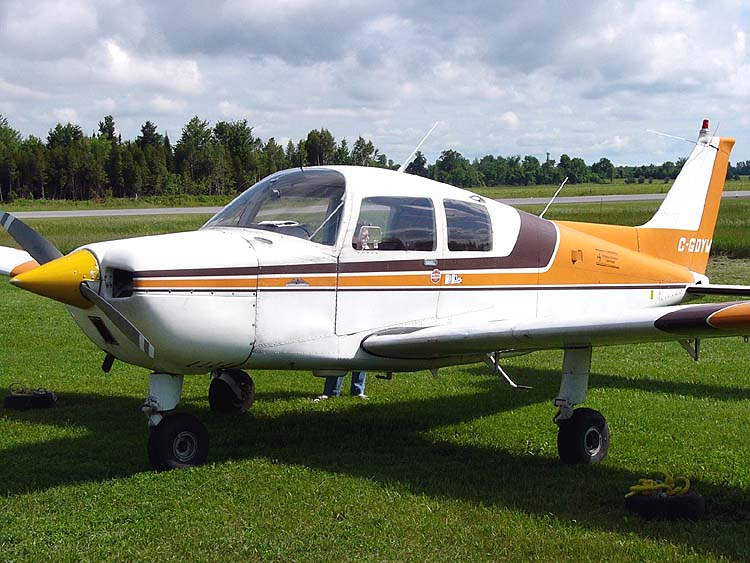
B19 Musketeer Sport

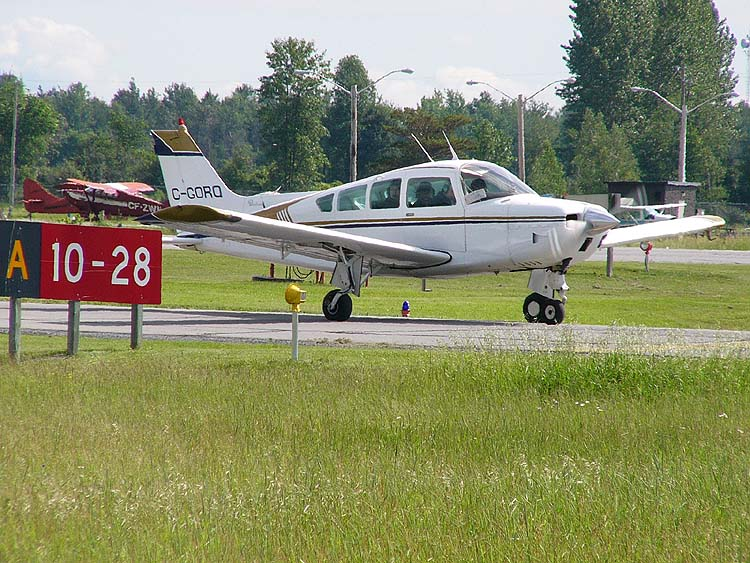
B24 Sierra

| Kenngröße             | C23 Sundowner 180                                       | B19 Musketeer Sport               | A23 Musketeer 11                    | B24R Sierra 200                     |
| --------------------- | ------------------------------------------------------- | --------------------------------- | ----------------------------------- | ----------------------------------- |
| Besatzung             | 1                                                       | 1                                 | 1                                   | 1                                   |
| Passagiere            | 3                                                       | 2–3                               | 3                                   | 5                                   |
| Länge                 | 7,84 m                                                  | 7,85 m                            | 7,62 m                              | 7,89 m                              |
| Spannweite            | 9,98 m                                                  | 10,00 m                           | 9,98 m                              | 10,03 m                             |
| Höhe                  | 2,50 m                                                  | 2,51 m                            | 2,51 m                              | 2,47 m                              |
| max. Startmasse       | 1111 kg                                                 | 975 kg                            | 1067 kg                             | 1247 kg                             |
| Leermasse             | 680 kg                                                  | 631 kg                            | 619 kg                              | 775 kg                              |
| Höchstgeschwindigkeit | 222 km/h                                                | 282 km/h                          | ?                                   | ?                                   |
| Reisegeschwindigkeit  | 210 km/h                                                | 248 km/h                          | 222 km/h                            | 257 km/h                            |
| Dienstgipfelhöhe      | 4390 m                                                  | 4542 m                            | ?                                   | ?                                   |
| Reichweite            | 941 km                                                  | 1420 km                           | 1456 km                             | 1092 km                             |
| Triebwerke            | ein Lycoming O-360-A4K 4-Zylinder-Boxermotor mit 134 kW | ein Lycoming O-320-E2C mit 112 kW | ein Continental IO-346-A mit 123 kW | ein Lycoming IO-360-A1B6 mit 149 kW |